# Живий мрець (Цілком таємно)
Живий мрець (Deadalive) — 15-й епізод восьмого сезону серіалу «Цілком таємно». Епізод належить до «міфології серіалу» та надає можливість глибше з нею ознайомитися. Прем'єра в мережі «Фокс» відбулася 1 квітня 2001 року.
У США серія отримала рейтинг Нільсена, рівний 7.3, це означає — в день виходу її подивилися 12.4 мільйона глядачів.

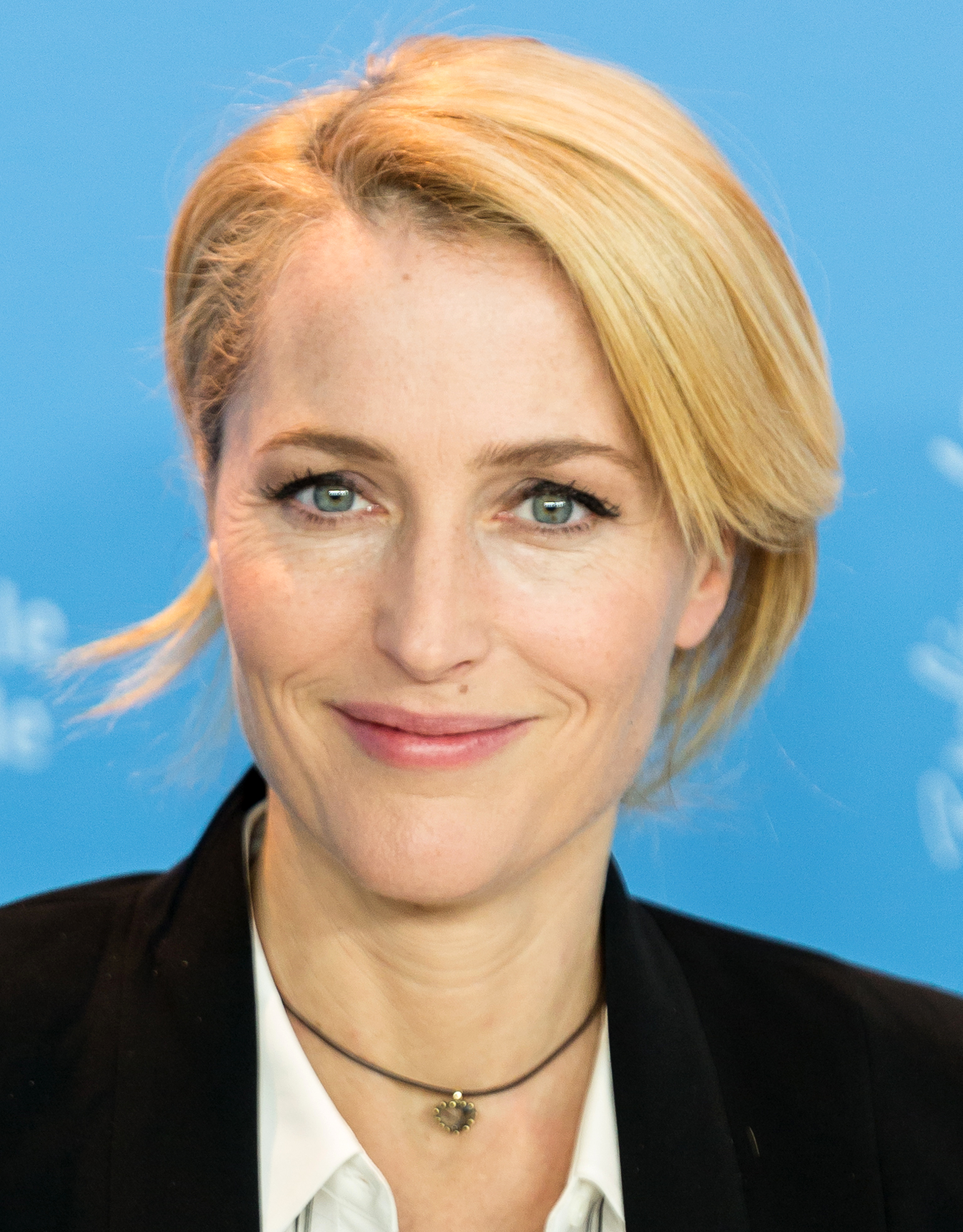

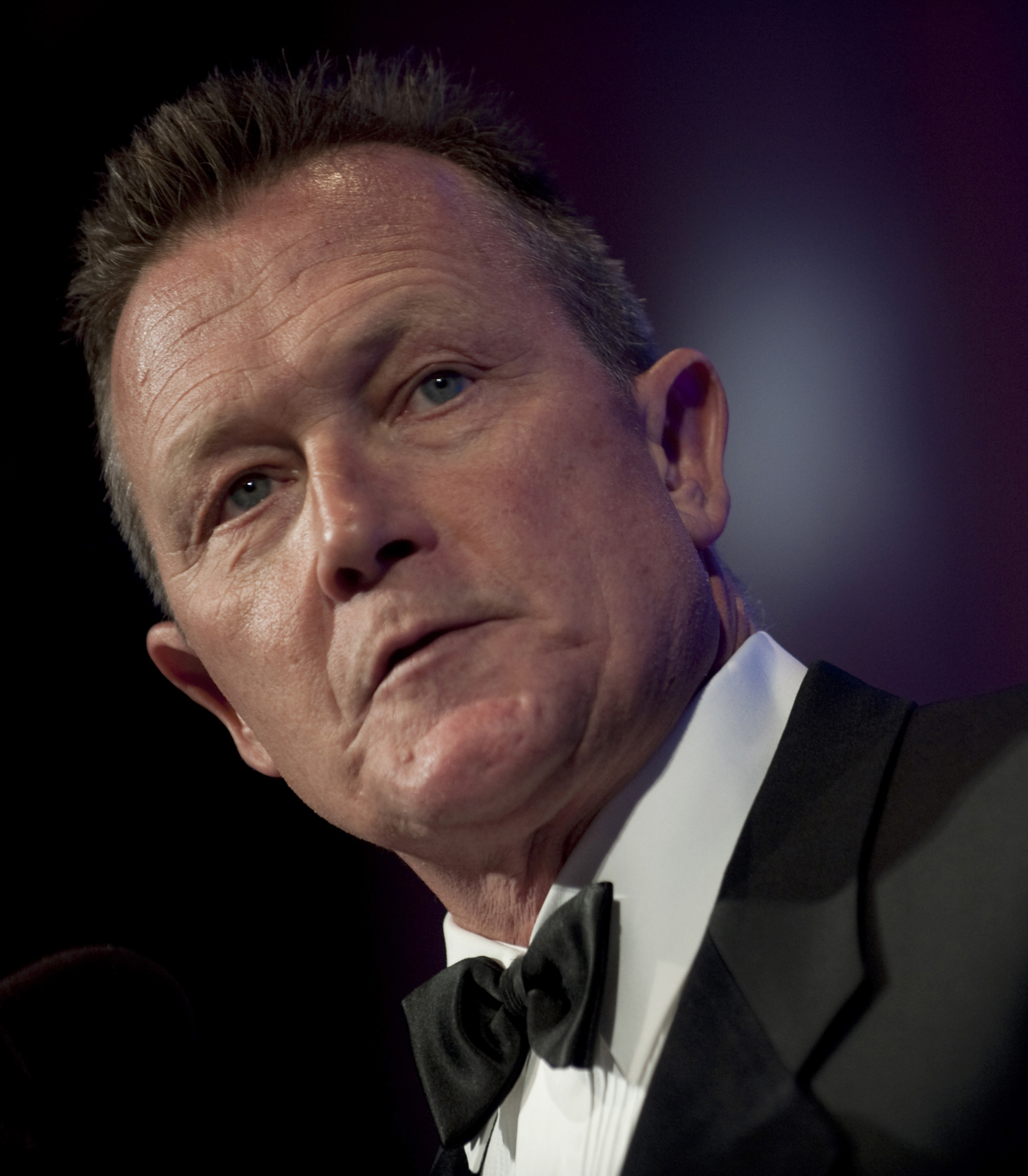

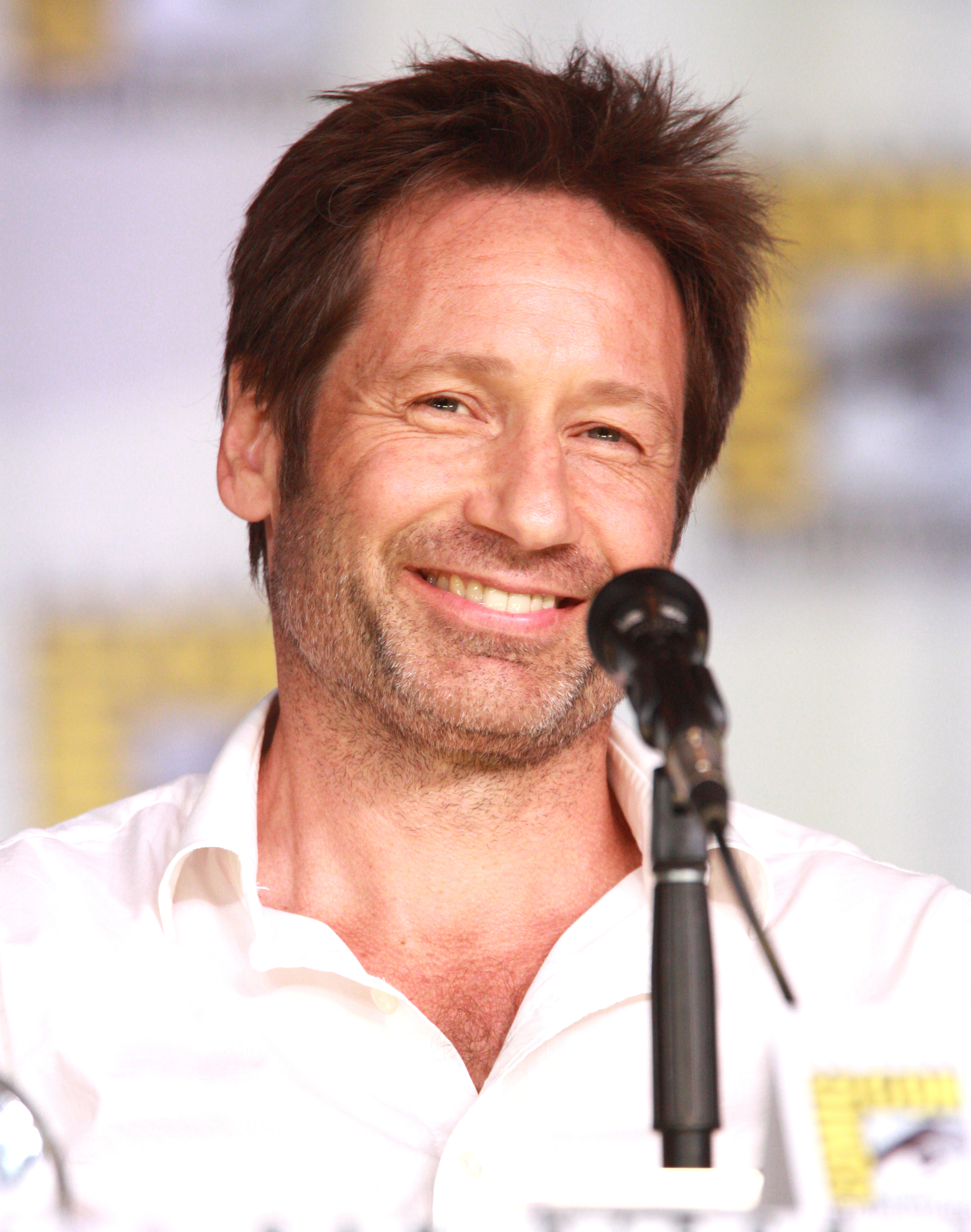

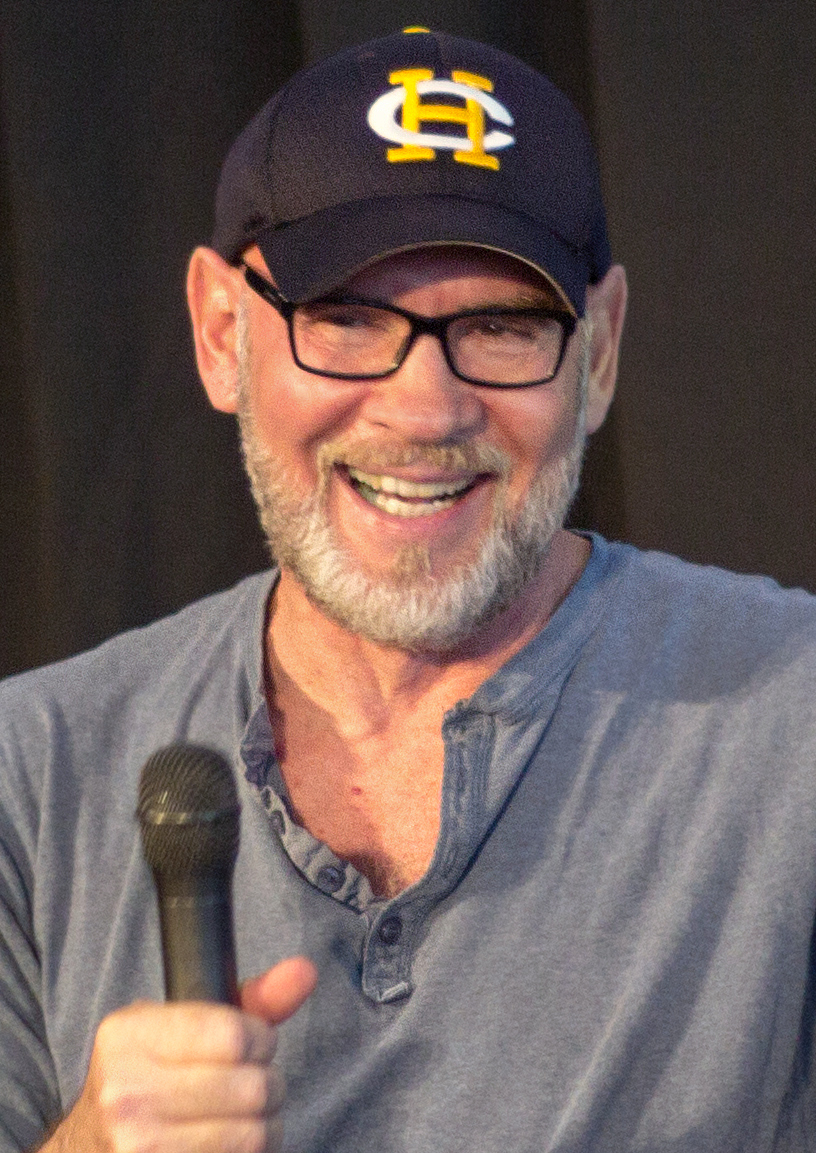

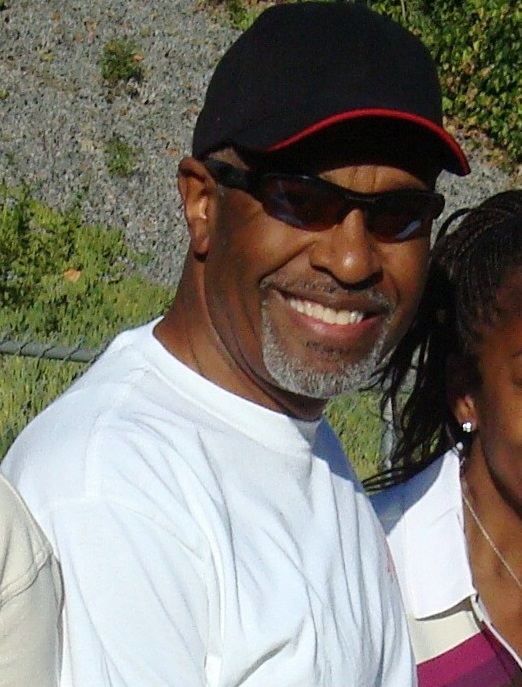

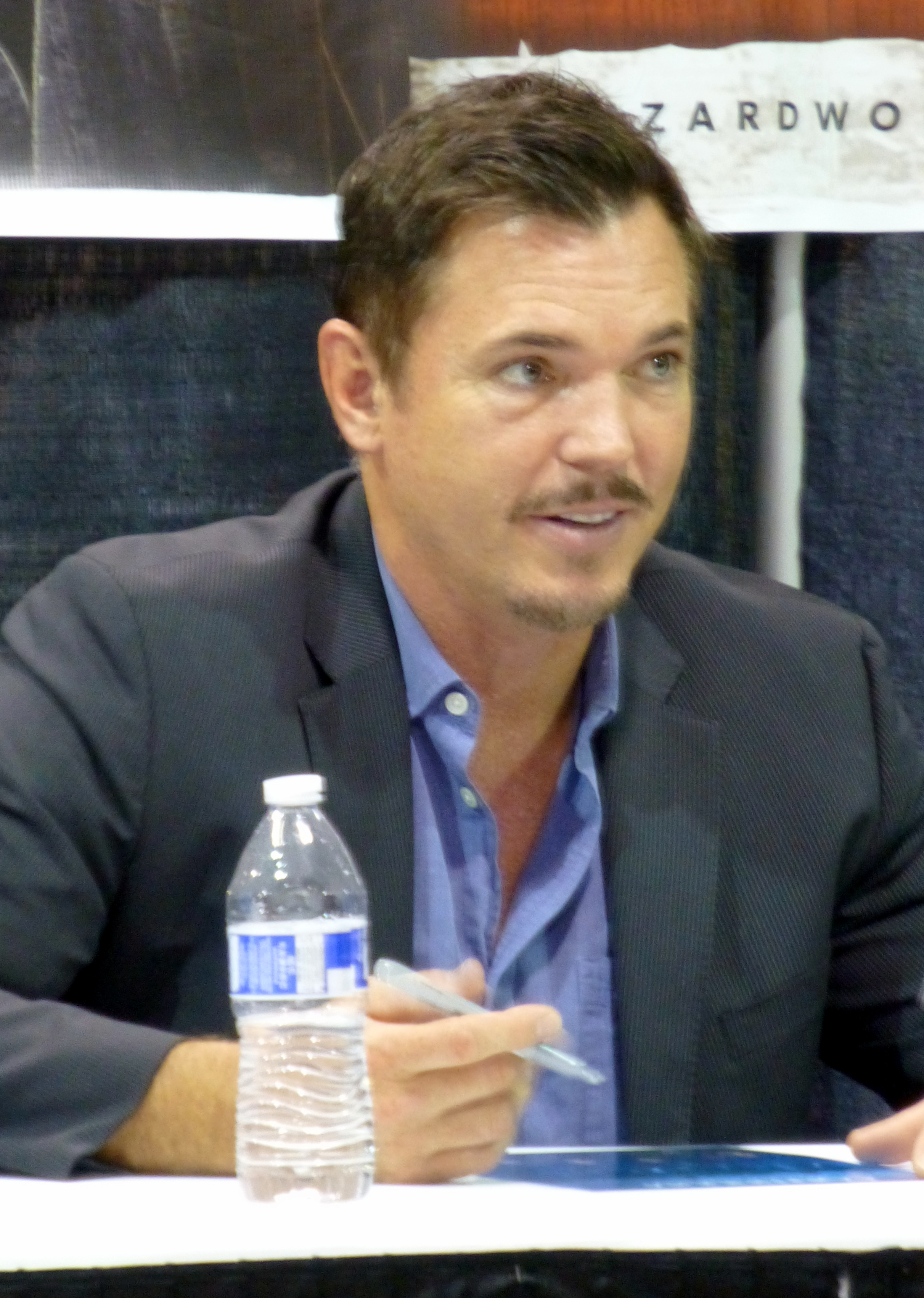

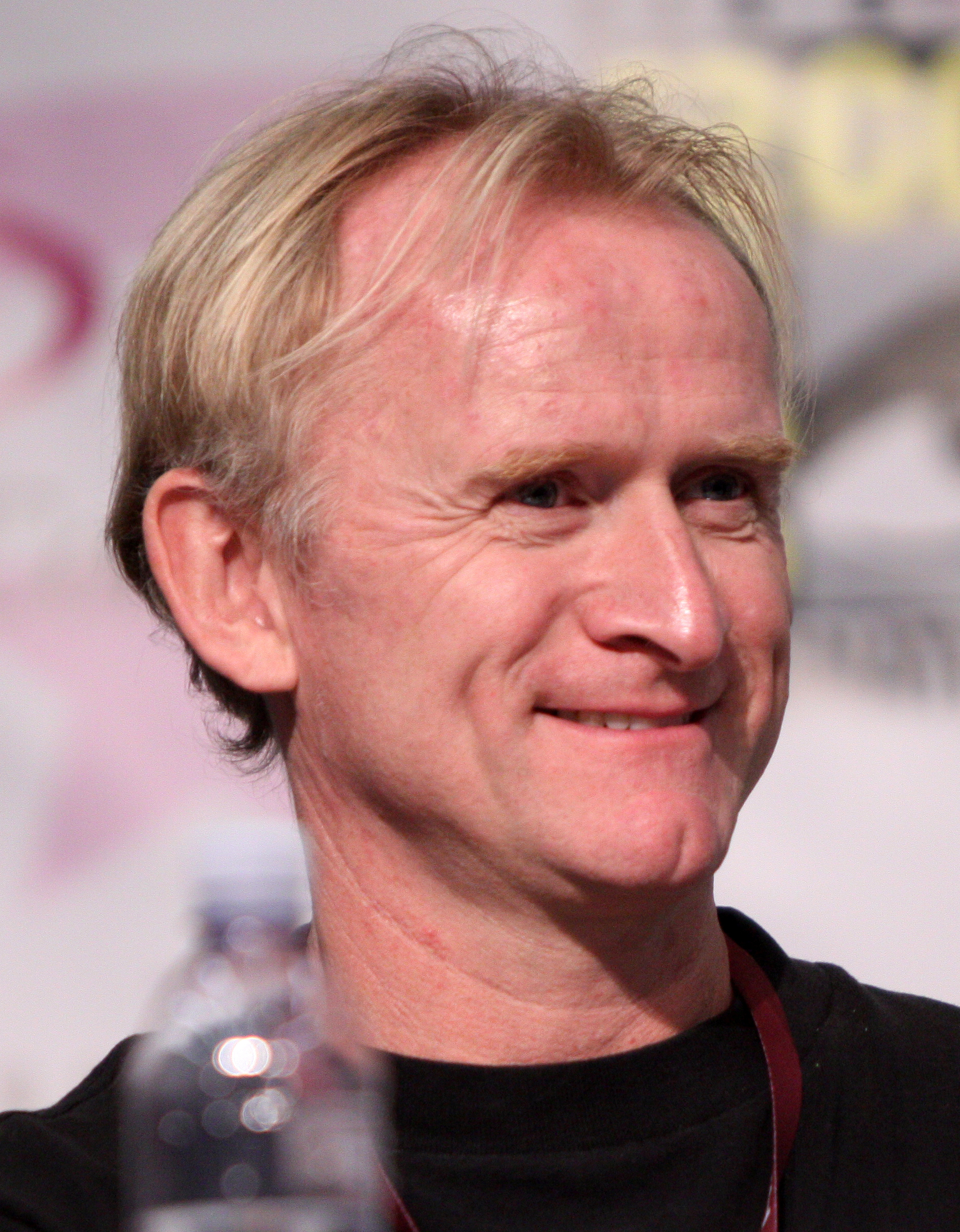

Малдер похований, але, за вказівкою Скіннера, його тіло витягають після того, як тіло Біллі Майлза оживає під час розтину. Після ексгумації тіла Малдера в ньому спостерігаються слабкі ознаки життя. Тим часом Алекс Крайчек використовує наноботів в крові Скіннера як важіль тиску, щоб той убив ненароджену дитину Скаллі. Незабаром Малдер приходить в норму і возз'єднується зі Скаллі.

## Зміст
Істина поза межами досяжного
В Ролі (Північна Кароліна) відбувається поховання Малдера. В останню путь провести зібралося багато дотичних до Фокса; Дейна важко переносить мить прощання.
Через три місяці після похорону Малдера Доггетту пропонують перевести його з Архіву «Цілком таємно» — як підвищення. Він усвідомлює — якщо піде, Архів буде закритий, оскільки Скаллі скоро буде у декретній відпустці.
Тим часом рибальський траулер біля узбережжя Північної Кароліни знаходить розкладене тіло Біллі Майлза — викраденого інопланетянами, якого забрали одночасно з Малдером. Коли Майлз оживає на столі розтину в окружному морзі Вілмінгтона, Скіннер, незважаючи на заперечення Доггетта, наказує ексгумувати тіло Малдера і доставити до лікарні, побоюючись, що його, можливо, поховали живцем. В приміщенні виявляється багато цікавих роззяв — Доггетт їх витурює. Коли труну відкривають, Малдер, що мав би розкладатися, всупереч усім науковим очікуванням, проявляє слабкі життєві показники. Скаллі поривається побачити Малдера — Скіннер і Доггетт її відраджують — Дейна все одно заходить. Скаллі бачить підключеного до штучного дихання Фокса й з великою приязню притуляється до його синюшного тіла.
Заступник директора Елвін Керш безуспішно намагається переконати Доггетта припинити розслідування очевидної смерті Малдера. Керш пропонує закрити справу Малдера — оскільки вона може зашкодити ФБР. Скаллі заходить до Біллі в палату — у нього саме починається конвульсія — і помічає, що у Майлза зараз на апараті життєзабезпечення зображаються два серцебиття. Через деякий час, коли Скіннер йде коридором, Алекс Крайчек активує наноботів, яких він раніше поміщав у кровотік Волтера для шантажу. У ліфті Крайчек стоїть на вході і показує хворому Скіннеру пульт управління. Крайчек пояснює, що у нього є вакцина, яка може врятувати життя Малдеру. На лікарняному ліжку Майлз приходить до тями і йде в душ — при цьому його плоть що розкладається, відпадає, а під нею — здорове тіло. Доггетт докоряє Дейні що вона піддає себе хвилюванням в її стані біля ліжка Малдера. В цей час медсестра повідомляє їм про Майлза — він голий і живий тупцює в лікарняному коридорі. Майлз розповідає Скаллі і Доггетту, що інопланетяни, які його викрали, намагаються врятувати людство. Скіннер розповідає Скаллі, що є ліки від хвороби Малдера, але не пояснює вимоги Крайчека. Дейна отримує лабораторний звіт, який показує, що ДНК Майлза істотно змінилася; він тепер нова істота.
Зі своїх медичних висновків Скаллі виявляє, що інопланетний вірус підтримує викрадених живими достатньо довго, щоб викликати радикальну генетичну трансформацію, подібну до тієї, яку пережив Майлз. Після того, як Скаллі розповідає Доггетту про перетворення, він відвідує Авесалома, який вірить, що викрадені воскресають у інопланетян, котрі врешті-решт підкорять Землю. Скіннер біля ліжка Малдера каже Скіннера — він дасть дасть вакцину лише в тому випадку, якщо Скіннер зможе забезпечити, щоб Скаллі не народила дитину — з причин, які він не розкриває. Скіннер, що роздирається перед поставленим завданням, відключає Малдера від системи життєзабезпечення, щоб Крайчек не добивався свого. Однак Доггетт ловить Скіннера при його спробі. Скіннер пояснює вимоги Крайчека, але Доггетт стверджує, що обидва варіанти є нерозумними, оскільки або дитина Скаллі помре, або Малдер піддасться вірусу. Доггетт намагається знайти Крайчека на стоянці штаб-квартири ФБР, але Алекс ледь не збиває його автомобілем і знищує вакцину, перш ніж втекти. Лице Доггетта перетворюється в маску найманого вбивці. Пригнічений, Доггетт повертається до лікарні і каже Скіннеру, що він мав рацію, не довіряючи Крайчеку.
Доггетт виявляє, що Скаллі готує Малдера до введення вже знищеної вакцини. Дейна каже Доггетту, що утримання Малдера на апараті підтримки життя прискорювало вірус, і Скіннер ефективно врятував життя Фоксу, відключивши його. Вона заявляє, що зможе використовувати комбінацію противірусних препаратів, щоб знищити вірус, якщо вони зможуть стабілізувати його стан та температуру. В штаб-квартирі ФБР Керш висловлює своє розчарування тим, що Доггетт не скористався його порадою відмовитися від справи Малдера, і скасовує свою пропозицію просувати його по службі. Доггетт вказує, що продовжить працювати над «Секретними матеріалами» зі Скаллі та Малдером.
Скаллі сидить біля ліжка Малдера, коли той приходить до тями. Він нерозуміюче дивиться на Скаллі і запитує: «Хто ви?» Спочатку Скаллі думає, що Малдер її не пам'ятає. Однак вона швидко розуміє, що насправді він її розігрує. Вони сміються, і Малдер запитує: «Сумували без мене?» Скаллі відповідає заплаканою посмішкою. В палату заходить Доггетт і бачить заплакану та радісну Дейну на грудях у Фокса — й виходить розуміючи недоречність своєї присутності.
І мертві оживуть

## Зйомки
На початку сьомого сезону багато акторів і членів знімальної групи вважали, що це буде останній сезон. Бажаючи ефектного закриття, якщо серіал було б скасовано, творець «X-Files» Кріс Картер повернув кількох персонажів з пілотної серії для фіналу сезону «Реквієм» — зокрема Біллі Майлз, якого грає Закарі Енслі. Після підтвердження восьмого сезону міфологія сюжетної лінії про інопланетян змінилася як з практичних, так і з художніх причин. Колишній ведучий актор серіалу Девід Духовни залишив постійну участь після тривалих перемовин протягом попереднього сезону. Щоб замінити його, продюсери запросили Роберта Патріка, хоча Духовни врешті погодився повернутися на зйомки половини епізодів восьмого сезону. Таким чином, «Deadalive» був одним із перших епізодів, в якому Духовни брав участь у повному обсязі. Крім того, Френк Спотніц зазначив, що оригінальна міфологія серіалу була «загорнута» набагато раніше в «Одному сині» і «Закритті». Щоб створити «новий розділ» у міфології та обійти відсутність Духовни, сюжет восьмого сезону в основному був зосереджений на пошуках Малдера в першій половині та представленні Суперсолдатів у другій половині. Через зміну стилю та акторів Картер відчув, що восьмий сезон «Секретних матеріалів» став кінцем «ери Малдера-Скаллі».
Спотніц хотів, щоб «Deadalive» відкрився таким чином, аби шокувати глядачів і змусити їх переглянути весь епізод. Він зробив висновок, що найкращий спосіб зробити це — показати похорон Малдера. Він вважав, що «смерть героя (серіалу) була досить шокуючою», але ніхто не очікував, що «Deadalive» відразу відкриється похороном. Він пояснив: «Але тут ми насправді ховаємо людину… просто демонструємо щось настільки, наскільки це можливо — тому що аудиторія не може повірити, що ви це робите». Похорон було дорого знімати; кілька акторів, зокрема Шейла Ларкен, яка зіграла матір Скаллі, мали прилетіти спеціально для сцени. Згодом Спотніц сказав: «Витратити багато грошей, але, знаєте, ви просто не могли справді поховати Малдера, не маючи цих персонажів там, тому ми зробили все це». Незважаючи на те, що серію було знято в Каліфорнії і під «великим фінансовим тиском», для кадрів на передньому плані використовувався справжній сніг, а фон був пофарбований у білий колір при постпродукції. Пізніше Спотніц назвав зйомки цього уривка цікавими для написання та постановки і чудовим викликом.
На прохання Духовнои Спотніц і Картер написали для Скіннера більшу роль, ніж зазвичай, поставивши перед ним моральну дилему — чи вбити ненароджену дитину Скаллі ачи Малдера. Зрештою, Спотніц назвав наслідки свого сценарію, зокрема відключення Малдера від системи життєзабезпечення, «приємним несподіваним поворотом». Роль Скаллі в «Deadalive» частково базувалася на фільмі 1954 року «Чудова одержимість», в якому поведінка молодої людини призводить до того, що він випадково осліплює жінку. Щоб спокутувати такий поворот подій, він стає лікарем, аби вилікувати її. Спотніц зазначив, що «цей фільм був у мене на думці і ми дуже добре уявляли Скаллі в цій операційній, де перебував Малдер».
«Deadalive» був другим епізодом режисера Тоні Вормбі, після написаного Спотніцем «Через заперечення». Пізніше Спотніц оцінив режисуру «Deadalive» як «фантастичну». Більшість епізодів, як і рещта від шостого до дев'ятого сезонів, знімалися в районі Лос-Анджелеса та його околицях. Спотніцу вдалося отримати достатні кошти, що надало змогу знімати сцену з рибальським траулером біля узбережжя Лос-Анджелеса, і ця ситуація його вельми вдовольнила. Сцена, в якій Скіннер падає, була знята майже повністю на знімальному майданчику ФБР. Цей епізод нагадує серію шостого сезону «SR 819», в якому Крайчек інфікував Скіннера наноботами.
Художник з ефектів гриму Метью Мангл був відповідальним за зображення розкладання тіл Малдера і Майлза. Спотніц був особливо вражений сценою розтину Майлза, назвавши її «чимось новим, що слід зробити (на) пізній стадії гри». Оскільки людські тіла, які розклалися у воді, стають «гротескно… знівеченими», тіло Майлза було «пом'якшеною версією того, якою була б реальність». При зйомках сцени використовувалися гіпсові пов'язки для створення зліпка передньої та задньої частин тіла Енслі; вони, у свою чергу, були використані для створення макета зі скловолокна. Це було покрито намоченою глиною, щоб створити вигляд роздутого тіла. По тому з глини виготовили форму та створили подобизну фігури з латексу. При подальшій реалізації проєкту Мангл надіслав фотографії Картеру, який надав остаточне схвалення. У сцені з душем Майлза суміш «червоного слизу», який містив полуничне варення, була нанесена на шкіру Енслі. Потім поверх цієї суміші поміщали несправжню шкіру, створену з тонких шматочків етилуретану, і прокачували теплу воду, щоб створити ілюзію трансформації м'яких тканин. У Мангла було всього шість днів, щоб завершити макетування для цього епізоду. Пізніше Мангл зазначив, що після того, як йому розповіли, до чого призведе сцена, він запитав: «Якщо ми зможемо щось зрозуміти, чи вдасться нам показати це по телевізору?» Хоча студія схвалила кадри, Спотніц пізніше назвав послідовність «жахливо графічною»; він був здивований, що серіал пройшов цензуру, оскільки його важко було б показати у фільмі з рейтингом PG.
Завдяки контракту Духовни був доступний для зйомок лише в певні дні. Спотніц прокоментував це з іронією «платити всі ці гроші, щоб отримати послуги (Духовни) протягом обмеженого часу», тільки щоб він провів більшу частину епізоду «на лікарняному ліжку, напівмертвий?» Пізніше він поскаржився на обмежений доступ до Духовни, оскільки це перешкоджало найбільш задовільному використанню актора чи персонажа. Деякі сцени з Малдером були зняті за допомогою різних людей. Наприклад, сцена, на якій ексгумований Малдер, була знята з двійником, який носив маску обличчя Духовни. Головний візажист Чері Монтесанто-Медкалф пізніше говорила: «Це було блискуче, тому що ніхто не знав точно як це зробити». Для знімків дублера, а також Духовни пізніше в епізоді, вона використала яєчні білки та маску для обличчя, щоб надати шкірі Малдера «справді прохолодний, старий, висохлої потрісканої шкіри ефект».

## Показ і відгуки
Прем'єра «Deadalive» відбулася на американському телебаченні 1 квітня 2001 року. Епізод отримав рейтинг Нільсена 7,3 з часткою 11 % — його переглянули 7,3 % всіх домогосподарств, обладнаних телевізором, і 11 % тих, хто дивиться телевізор. Загалом серію подивилися 12,4 мільйона глядачів. «Живий мрець» виграв у номінації «Видатний макіяж для серіалу» на церемонії вручення премії «Еммі» у 2001 році. «Deadalive» був вперше випущений як односерійний DVD у Великій Британії 6 серпня 2001 року для Регіону 2. 4 листопада 2003 року епізод був випущений як частина бокс-сету восьмого сезону. Пізніше епізод був включений до «The X-Files Mythology, Volume 4 — Super Soldiers», DVD колекції епізодів сюжетної лінії Суперсолдатів.
Епізод отримав неоднозначні відгуки; багато критиків високо оцінили повернення Фокса Малдера, хоча інші вважали, що епізод мав різні сюжетні діри і був занадто складним. Роберт Ширман і Ларс Пірсон у книзі «Хочемо вірити — критичний посібник з Цілком таємно, Мілленіуму та Самотніх стрільців» поставили «Deadalive» повні 5 зірок і назвали його гумор і спрощений сюжет «вишенькою на торті». Вони високо оцінили стилістичну відмінність від попереднього епізоду «Цього не може бути», який описали як «позахмарний і обтяжливий». Оглядачі назвали «Deadalive» «фрагментом науково-фантастичного гокуму зі сценами бойовиків, вкрапленнями жаху та переглядом міфології серіалу». Джессіка Морган з «Телебачення без жалю» поставила епізоду «А-» і написала: «Ніколи більше не йди, Девіде! Я забираю все погане, що коли-небудь говорила про тебе! Я люблю тебе так сильно, як ніколи!»
Джордж Авалос і Майкл Лідтке з «East Bay Times» похвалили повернення на екран таких персонажів, як Малдер і Крайчек. Вони вважали, що так багато епізодів восьмого сезону спрацювали добре, тому що «Кріс Картер, здається, бере ще більш активну роль у серіалі, який найбільше асоціюється з ним». Зак Гендлен з «The A.V. Club» нагородив епізод «B+» і написав, що «це міра ефективності серіалу, щоб побачити, наскільки переконливо сценаристи можуть створювати загрозу головному персонажу, і щоб подальше виживання цього персонажа не було обманом» — що стосується воскресіння Малдера. Він схвально оцінив те, що епізод напружений, хоча фінал має певну неминучість. Гендлен також позитивно прокоментував і гру Андерсон — хоча вказуючи на те, що вона «значною мірою відсунута вбік протягом більшої частини епізоду» — і повторну появу Ліа, зазначивши, що «завжди цікаво бачити Крайчека». Однак він стверджував, що висновок «має менше сенсу, чим більше ви думаєте про нього», але що заключна сцена з Малдером і Скаллі «компенсує вигадкою».
Не всі відгуки були позитивними. Пола Вітаріс з «Cinefantastique» надала епізоду 1.5 зірки з чотирьох. Вона розкритикувала його сюжетну лінію, відзначаючи низку дірок сценарію — наприклад, виживання Малдера протягом трьох місяців без їжі та води — і той факт, що його тіло не було ні розітнуте, ні забальзамоване. Том Кессеніч у книзі «Експертизи: несанкціонований погляд на сезони 6-9 „Цілком таємно“» назвав сюжет «дерев'яним і заплутаним» та вважав, що він "підготував основу для … зворотного відліку до кінця на «Fox» часу Малдера в «Цілком таємно». Однак він похвалив Андерсон за її ефективну гру.
Журнал НФІкс оцінив цей епізод як шосте «Топ-10 воскресіння», обґрунтувавши тим, що це дозволило Малдеру бути поряд з тим, що було у фіналі серіалу за рік до того. Однак видання порахувал, що його повернення зробило «агента Роберта Патріка Доггетта трохи зайвим», а сюжет був досить складним. У списку порівняння епізодів «Межі» з такими в «Цілком таємно», оглядач «UGO Networks» Алекс Залбен назвав «Deadalive» як кращий сюжет воскресіння, вибиваючи «Межу» s «Розкопаним». Залбен назвав «емоційне возз'єднання в кінці вирішальним фактором»

## Знімалися
| Актор                    | Роль            |
| ------------------------ | --------------- |
| Джилліан Андерсон        | Дейна Скаллі    |
| Девід Духовни            | Фокс Малдер     |
| Роберт Патрік            | Джон Доггетт    |
| Ніколас Ліа              | Алекс Крайчек   |
| Мітч Піледжі             | Волтер Скіннер  |
| Джеймс Пікенс (молодший) | Елвін Керш      |
| Том Брейдвуд             | Мелвін Фрогікі  |
| Дін Гаглунд              | Річард Ленглі   |
| Брюс Гарвуд              | Джон Байєрс     |
| Джадсон Скотт            | Авесалом        |
| Закарі Енслі             | Біллі Майлз     |
| Шейла Ларкен             | Маргарет Скаллі |
| Річард Макгонагл         | Френсіс Оровец  |
| Ларрі Ріппенкрогер       | перший матрос   |